# Cajeme
Cajeme là một đô thị thuộc bang Sonora, México. Năm 2005, dân số của đô thị này là 375800 người.